# Champ de vecteurs

Un exemple de champ de vecteurs, le champ (x,y) (-y,x).

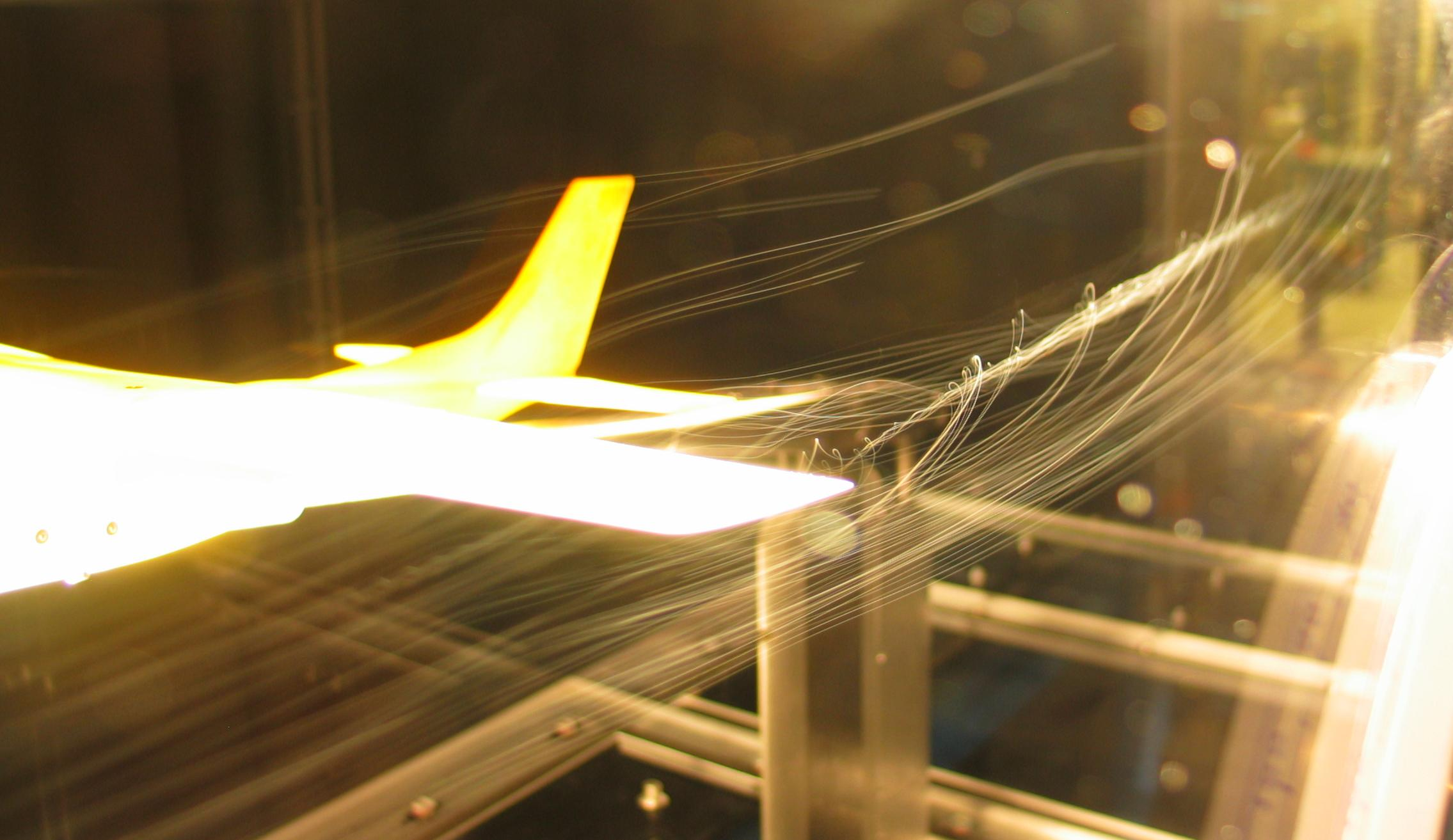
Le flux d'air autour d'un avion est un champ tridimensionnel (champ des vitesses des particules d'air), ici visualisé par les bulles qui matérialisent les lignes de courant.

En mathématiques, un champ de vecteurs ou champ vectoriel est une fonction qui associe un vecteur à chaque point d'un espace euclidien ou plus généralement d'une variété différentielle. Pour la résolution des équations différentielles autonomes du 1er ordre, on utilise le champ des directions (appelé en physique champ des vitesses) qui représente les dérivées tangentes à la trajectoire-solution de ces équations, ce qui permet de la tracer.
Les champs de vecteurs sont souvent utilisés en physique, pour modéliser par exemple la vitesse et la direction d'un fluide en mouvement dans l'espace, ou la valeur et la direction d'une force, comme la force magnétique ou gravitationnelle, qui évoluent d'un point à son point voisin.

## Notion mathématique
Soit E un espace vectoriel euclidien et U un ouvert de E. Un champ de vecteurs de classe de régularité {\displaystyle C^{k}} sur U est une application F de classe {\displaystyle C^{k}} de U dans E, définie par ses n fonctions composantes :
{\displaystyle F:{\begin{bmatrix}x_{1}\\\vdots \\x_{n}\end{bmatrix}}\longmapsto {\begin{bmatrix}F_{1}(x_{1},\dots ,x_{n})\\\vdots \\F_{n}(x_{1},\dots ,x_{n})\end{bmatrix}}}
Exemples : 
- les vecteurs du repère mobile des coordonnées polaires ;
- le vecteur position.

### Champ de gradient
Un champ de vecteurs X est appelé champ de gradient quand il existe une fonction f telle qu'en tout point, X est le gradient de f. On dit encore que X dérive du potentiel f. Dans ce cas, les différents potentiels diffèrent d'une constante.
Dans le plan, si le champ de vecteurs X dérive d'un potentiel f, les lignes de niveau de f, courbes sur lesquelles f est égale à une constante, sont appelées courbes équipotentielles pour le champ de vecteurs. En tout point où le champ est non nul, il est normal aux courbes équipotentielles.
Si le champ de vecteurs est tracé sur un ouvert de l'espace à trois dimensions, on parle de même de surfaces équipotentielles. Plus généralement, en dimension quelconque, on a affaire à des hypersurfaces équipotentielles, auxquelles le champ de vecteurs est normal.
Dans l'espace à trois dimensions, un champ de gradient a toujours un rotationnel nul. La réciproque fait intervenir la topologie de l'ouvert U : si U est simplement connexe, un champ de vecteurs est un champ de gradient si et seulement si son rotationnel est nul.

### Circulation le long d'un chemin
La notion de circulation est utilisée notamment en physique pour le calcul du travail d'une force.
Soit {\displaystyle \gamma } un chemin tracé sur l'ouvert U, c'est-à-dire un arc paramétré de [a,b] dans U, de classe {\displaystyle {\mathcal {C}}^{1}}. La circulation du champ de vecteurs X le long de {\displaystyle \gamma } est 
{\displaystyle \int _{\gamma }\langle X\mid \mathrm {d} l\rangle =\int _{a}^{b}\langle X(\gamma (t))\mid \gamma '(t)\rangle \mathrm {d} t}
où  {\displaystyle \langle u\mid v\rangle }  désigne le produit scalaire des vecteurs u et v.
Cette valeur est invariante par changement de paramétrage.
Si le champ dérive d'un gradient f, la circulation ne dépend que des extrémités du chemin
{\displaystyle \int _{\gamma }\langle \nabla f|\mathrm {d} l\rangle =f(\gamma (b))-f(\gamma (a))}
C'est notamment le cas d'un champ électrique, car il dérive du potentiel électrique :
{\displaystyle {\vec {E}}=-{\overrightarrow {\mathrm {grad} }}V=-\nabla V}
Elle est notamment nulle sur tout lacet (chemin fermé).

### Dualité avec les formes différentielles
Une forme différentielle de degré un et de classe {\displaystyle {\mathcal {C}}^{k}} sur U est un champ de formes linéaires, c'est-à-dire une application {\displaystyle {\mathcal {C}}^{k}} de U dans le dual E* de E. Cette notion a une parenté forte avec celle de champ de vecteurs.
En effet, l'espace étant euclidien, le produit scalaire permet de définir un isomorphisme entre E et son dual. Si X est un champ de vecteurs sur U, on peut lui associer la forme différentielle définie en chaque point par
{\displaystyle L(x)=\langle \cdot |X(x)\rangle \qquad {\text{ ce qui signifie }}\qquad \forall Y\in E,\;L(x)(Y)=\langle Y|X(x)\rangle }
et cette association est une bijection entre champs de vecteurs et formes différentielles d'ordre 1.
En conséquence l'analogie entre les théorèmes concernant formes différentielles et champs de vecteurs n'est pas surprenante : voici un tableau de correspondance.
| Champ de vecteurs       | Forme différentielle d'ordre 1 |
| ----------------------- | ------------------------------ |
| Circulation             | Intégrale curviligne           |
| Champ de gradient       | Forme différentielle exacte    |
| Rotationnel (dim 3)     | Dérivée extérieure             |
| Rotationnel nul (dim 3) | Forme différentielle fermée    |

Remarque : on peut étendre la notion de rotationnel à des dimensions autres que 3.

### Courbes intégrales d'un champ de vecteurs, lignes de champ

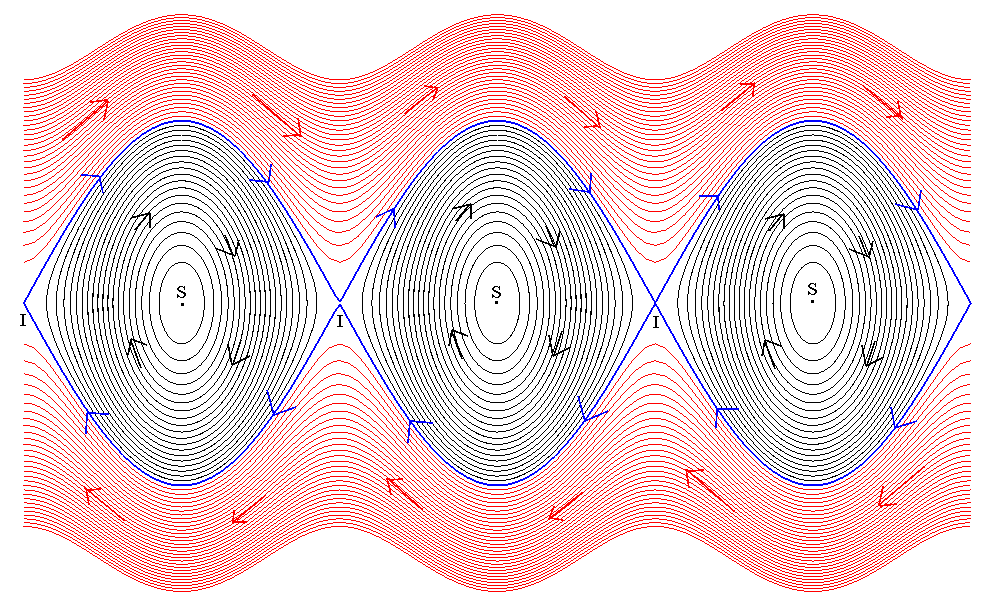
Courbes intégrales pour l'équation du pendule simple dans l'espace des phases (y,y'). La ligne bleue est la séparatrice du régime oscillant et du régime de rotation autour du point d'attache.

Au champ de vecteurs X tracé sur l'ouvert U, on peut associer l'équation différentielle
{\displaystyle \gamma '=X(\gamma )}. Les fonctions solutions sont les arcs paramétrés {\displaystyle \gamma } de classe {\displaystyle {\mathcal {C}}^{1}} sur un intervalle I et tels que 
{\displaystyle \forall x\in I,\qquad \gamma '(x)=X(\gamma (x))}
C'est-à-dire que le vecteur dérivé en chaque point est donné par le champ en ce point.
Les solutions maximales de cette équation différentielle sont appelées courbes intégrales du champ de vecteurs. Elles sont tangentes en chaque point au champ de vecteurs. Dans le cas d'un champ de gradient, elles sont donc orthogonales aux lignes ou surfaces de niveau. La fonction qui à t, x associe le point qui était en position x à l'instant 0 est appelée le flot de l'équation différentielle.
Le théorème de Cauchy-Lipschitz assure l'existence et l'unicité d'une solution maximale pour chaque couple de conditions initiales (t0,x0). Il s'appliquerait même si le champ était seulement une fonction lipschitzienne.

## Champ de vecteurs sur une variété différentielle
Par définition, un champ de vecteurs sur une variété différentielle est une section du fibré tangent de cette variété.
Un tel champ est décrit au voisinage de chacun de ses points réguliers, par le théorème du redressement : il existe une carte locale dans laquelle le champ se lit comme le champ « premier vecteur de coordonnées ».
Si la variété est compacte, les lignes de champ sont définies sur ℝ entier.

## Applications en physique ondulatoire
Une équation différentielle ayant comme solution des champs de vecteurs (qui représentent, par exemple la propagation des ondes), est dite linéaire si toute combinaison linéaire à coefficients constants de solutions est une solution.
Cette propriété est caractéristique d'un espace vectoriel dont chaque point correspond à une solution.
Un ensemble de solutions ne différant que par un facteur de proportionnalité réel est représenté par un rayon, c’est-à-dire une droite passant par l'origine.
En acoustique, en optique et en électromagnétisme un tel rayon est appelé mode.
Si on peut définir l'orthogonalité des solutions appartenant à deux modes, on peut définir l'orthogonalité des modes.
En acoustique et en électromagnétisme, deux solutions sont orthogonales si la somme des énergies de chaque solution est égale à l'énergie de la somme des solutions.
L'équation différentielle d'une onde peut conduire à des solutions dont l'énergie décroît avec le temps, ou à des ondes "conservatives", dont l'énergie ne dépend pas du temps.
Dans ce dernier cas, on peut normer les solutions, par exemple, en électromagnétisme, on peut poser qu'un mode monochromatique correspond à un vecteur unité si son énergie est le produit de la constante de Planck par la fréquence f de l'onde. On obtient alors un repère orthonormé de l'espace des modes.
On peut chercher à absorber une onde, par exemple un bruit gênant.
À cet effet, on peut utiliser des "absorbeurs actifs" constitués par des haut-parleurs et une électronique générant des ondes localement en opposition de phase avec l'onde gênante.
Mais générer exactement une onde complexe est irréalisable, et l'expérience comme la théorie montrent qu'on peut seulement atténuer l'onde gênante.
Heureusement, en acoustique, les ondes ne sont pas conservatives et le bruit s'éteint.
Mais les équations de Maxwell dans le vide régissent des ondes électromagnétiques conservatives, de sorte qu'une onde émise par un atome ne peut pas être annulée par les ondes émises par d'autres atomes ; en conséquence, il subsiste des ondes résiduelles dites « champ du point zéro », car elles existent dans un corps noir à 0 K.
Planck a commis une erreur de calcul en déterminant l'amplitude des ondes résiduelles, mais il a présenté à l'Académie de Berlin, en 1916, une communication qui en donnait l'énergie moyenne hf/2.[réf. nécessaire]
Remarquons que le champ électromagnétique dans un mode donné ne dépend que d'un paramètre réel, appelé amplitude, de sorte qu'il est impossible de distinguer un champ du point zéro de tout autre champ.